# Georges Dulk
Georges Dulk (* 10. Juli 1917 in Wigoltingen; † 22. Juli 1980 in Trogen) war ein Schweizer Bildender Künstler und Lehrer.

## Leben und Werk
Georges Dulk war der älteste Sohn des SBB-Angestellten, engagierten Bahn-Gewerkschafters und Pazifisten Georges Dulk und der Anna, geborene Hugentobler († 1940). Sein Cousin war der Maler und Zeichenlehrer Emil Häfelin.
Die Familie liess sich 1918 in Arbon nieder, wo Dulk die Primar- und Sekundschule absolvierte. Anschliessend besuchte er die Kantonsschule Frauenfeld und bestand 1936 die Matura. Danach belegte Dulk an der Universität Zürich ausschliesslich mathematisch-naturwissenschaftliche Studienfächer mit dem Ziel, Sekundarlehrer zu werden. Zusätzlich nahm er an der ETH Zürich am Zeichenunterricht teil. 
Das nachfolgende Studium an der Universität Dijon sowie die Mal- und Zeichenkurse an der École nationale des beaux-arts de Dijon musste er unterbrechen, da er 1939 in den Aktivdienst eingezogen wurde. Nach 1000 Diensttagen in der Armee erhielt er 1943 eine feste Anstellung an der Sekundarschule in Arbon. Dort unterrichtete er die folgenden 13 Jahre die Fächer Zeichnen, Biologie, Zoologie, Geometrie, Deutsch, Französisch und Turnen. Zudem unterrichtete er an der kaufmännischen Berufsschule die Fächer Staatskunde, Wirtschaftskunde und Kalligrafie.
Georges Dulk heiratete 1944 die Lehrerin Marili, geborene Schweizer, die er 1942 bei einem Lehrvikariat in Kreuzlingen kennengelernt hatte. 1956 zog die Familie nach Trogen, Dulk unterrichtete dort bis zu seinem Tod als Hauptlehrer an der Kantonsschule Trogen die Fächer Zeichen und Kunstbetrachtung. In seiner Freizeit widmete er sich der Malerei, dem Skizzieren, dem Schreiben und der Kunsttheorie. Dulk hatte seine Ateliers in St. Gallen und Trogen. Später motivierte er Herbert Distel, eine künstlerische Laufbahn einzuschlagen.
Georges Dulk stellte seine Werke zum ersten Mal 1959 im Kornhaus Rorschach aus. Im gleichen Jahr unternahm er eine Studienreise nach Holland. Ab 1960 war er Mitglied der Thurgauer Künstlergruppe und seit 1971 Mitglied der Sektion St. Gallen der GSMBA. 1974 trat Dulk dem 1950 gegründeten «Internationalen Bodensee-Club» bei. In der Folge beteiligte er sich im Bodenseeraum – von Memmingen bis Appenzell – an zahlreichen Ausstellungen. Seine Kunstblätter liess er oft in der Druckerei von Peter Stahlberger in Trogen drucken. 1978 schloss er sich der internationalen Malergruppe Österreich, Schweiz, Deutschland (A CH D) an. 
Studienreisen führten Georges Dulk nach Elba und Sardinien, dort entstanden zahlreiche Aquarelle u. a. von der Stadt Alghero. 1964 reiste er zusammen mit dem Maler Paul Meyer (1904–1967) nach Griechenland. Auf seinen Reisen skizzierte, aquarellierte und fotografierte Dulk. Wieder im Atelier, setzte er diese Entwürfe in Ölbilder, Gouachen und Collagen um. Georges Dulk liess sich 1974/1975 vom Schuldienst beurlauben und unternahm Reisen nach Ägypten, Kenia, Mexiko und Guatemala. 
Seine frühen kraftvollen abstrakten Kompositionen wurden in seinen letzten Lebensjahren von schweren Werken abgelöst, die zu seinem Leidwesen auf ein geringes Interesse stiessen. Georges Dulk verstarb nach einer längeren Depressionsphase und nachfolgenden Hirnschlägen. Seine Bilder, vor allem Landschaften und ungegenständliche Farbkompositionen sowie seine Collagen und Wandteppiche, sind in öffentlichen Gebäuden zu sehen, so die neun Wandteppiche im Altersheim in Kreuzlingen.